# Mickey au pays des géants
Pour plus de détails, voir Fiche technique et Distribution.
Mickey au pays des géants (Giantland) est un dessin animé de Mickey Mouse produit par Walt Disney pour United Artists et sorti le 25 novembre 1933.

## Synopsis
Les orphelins, qu'aide Mickey, lui demandent de leur raconter une histoire. Mickey se met alors en scène dans une adaptation de Jacques et le Haricot magique. S'assimilant à Jacques, il raconte son ascension du haricot, son arrivée dans le monde du géant. Après plusieurs tentatives de fuite infructueuses, il finit dans un sandwich au fromage. Il se fait avaler par le géant mais profite de ce qu'il fume la pipe pour s'échapper de la gigantesque bouche. Mickey doit alors se battre contre lui, il lui lance une bombe au poivre, ce qui le fait ralentir à cause de ses éternuements. Mickey arrive à descendre du haricot et met le feu à la tige de la plante.

## Fiche technique
- Titre original : Giantland
- Autres Titres[1] :
  - Suède : I jättarnas land
  - France : Mickey au pays des géants
- Série : Mickey Mouse
- Réalisateur : Burt Gillett
- Animateur : Dick Huemer
- Voix : Walt Disney (Mickey), Marcellite Garner (Minnie)
- Producteur : Walt Disney, John Sutherland
- Distributeur : United Artists
- Date de sortie[2] : 25 novembre 1933
- Format d'image : Noir et Blanc
- Son : Mono RCA Photophone
- Durée : 8 min
- Langue : (en)
- Pays :  États-Unis

## Commentaires
Le personnage du géant dans ce film n'est pas Willie le Géant, apparu dans Mickey et le Haricot magique (1947), une version allongée de ce court métrage.